# 크로스드레싱

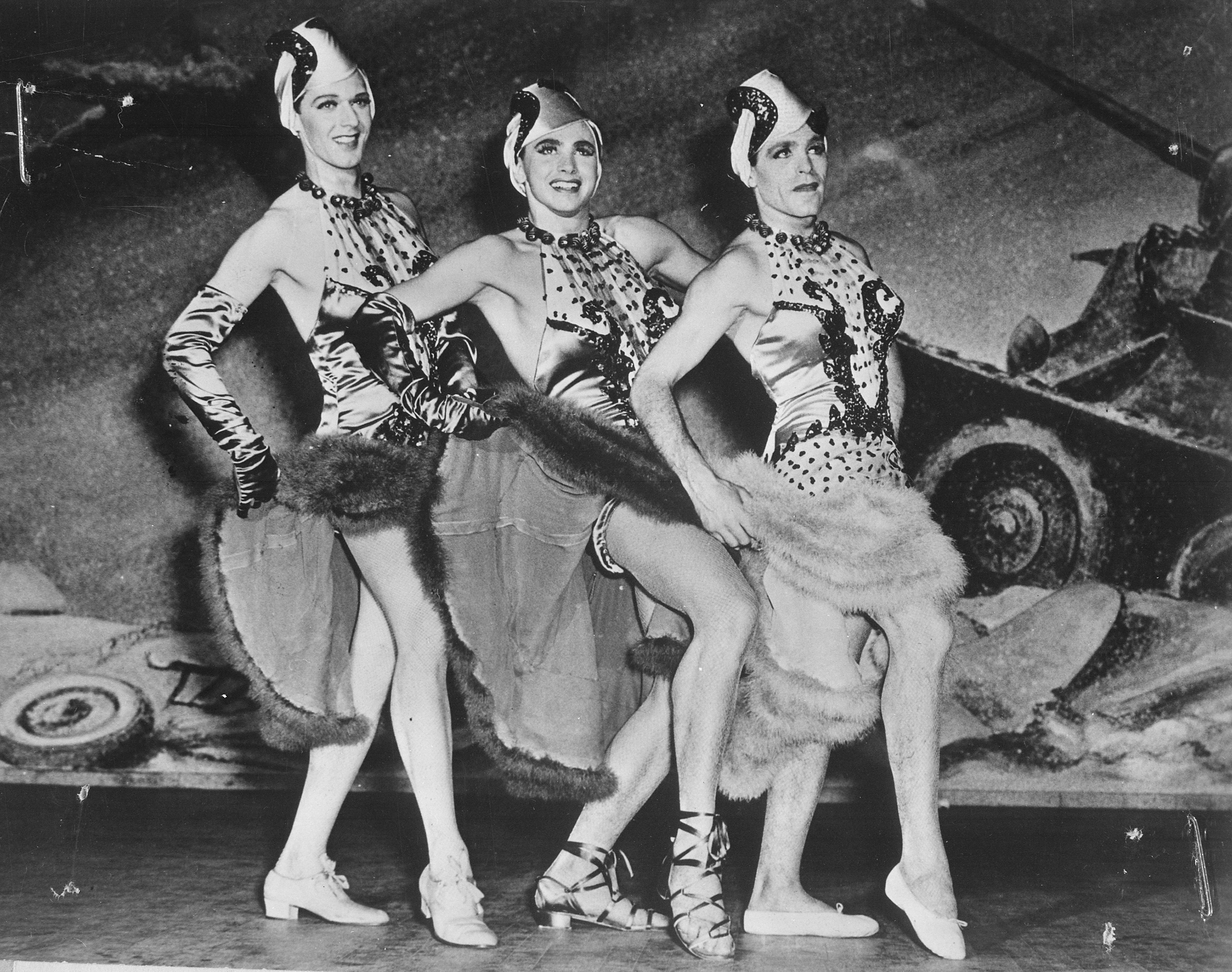
어빙 벌린의 "This Is the Army, Mr. Jones"를 공연하는 크로스드레서 (1942년)

크로스드레싱(cross-dressing)은 특정 사회에서 일반적으로 반대 성별이 입는 것으로 인식되는 옷을 입는 행위를 말한다. 여자가 남장을 하거나, 남자가 여장을 하는 행위를 크로스드레싱이라 부른다. 크로스드레싱은 변장, 편안, 문학적 수사의 목적으로 역사 전체와 현대를 아울러 행해져 왔다. 그러나, 크로스드레싱이 반드시 트랜스젠더 정체성을 나타내는 것은 아니다.
역사 속에서 거의 모든 인간 사회는 그들이 입는 옷의 양식과 색상, 유형으로 남성과 여성 사이의 구별을 두었다. 또한, 대부분의 사회는 각 성별이 입는 옷의 종류를 사회적 표준이나 관점, 지침, 법규로 정하기도 하였다.
크로스드레싱이라는 말은 그 행위에 어떠한 특정한 이유가 나타나거나 포함되지 않는 행위를 말한다. 일부 사람들은 무의식적으로 크로스드레싱 행위를 트랜스젠더 정체성, 또는 성적 행위, 페티시, 동성애 행위와 연관 지으나, 크로스드레싱은 단순히 일반적으로 반대 성별이 입는 옷을 입는 것일 뿐 자신이 반대 성별이라고 느끼는 트랜스젠더 정체성과는 다르며, 성적 지향 중 하나인 동성애와도 다르다.

## 종교의 입장
구약성경의 신명기 22장 5절은 크로스드레싱을 금하고 있다. 그러나 신약의 경우 마태복음 6장 25절과 28절, 누가복음 12장 22절에서 예수가 직접 의복에 대해 염려할 필요가 없다고 말한 부분이 있다. 하지만 이는 의식주에 대해 걱정하지 말라는 뜻이다.

## 같이 보기
- 이성 연기
- 여장
- 남장
- 드랙